# MKS MOS Interpromex Będzin w sezonie 2005/2006

## Drużyna

### Sztab
| Pierwszy trener | Wojciech Jaroszewski |
| Drugi trener    | Albert Semeniuk      |
| Fizjoterapeuta  | Janusz Herpel        |

### Zawodnicy
| Nr | Imię i nazwisko       | Data ur.   | Wzrost | Pozycja      |
| -- | --------------------- | ---------- | ------ | ------------ |
| 4  | Marcin Czapla         | 04.01.1989 |        | przyjmujący  |
| 5  | Dawid Chałat          | 27.04.1986 |        | atakujący    |
| 6  | Damian Miller         | 30.07.1986 | 193    | przyjmujący  |
| 7  | Przemysław Potrawa    | 17.05.1982 |        | atakujący    |
| 8  | Zbigniew Syguła       | 1984       | 185    | przyjmujący  |
| 9  | Marcin Tlałka         | 1985       | 183    | rozgrywający |
| 10 | Dariusz Syguła        | 03.04.1986 | 182    | rozgrywający |
| 11 | Bartosz Dzierżanowski | 05.09.1986 | 194    | środkowy     |
| 12 | Adrian Piątek         |            | 200    | środkowy     |
| 13 | Adam Łapuszyński      | 07.10.1986 | 197    | atakujący    |
| 15 | Kamil Krawczyk        | 26.02.1986 | 182    | libero       |
| 17 | Albert Semeniuk       | 02.10.1967 | 198    | przyjmujący  |

## Transfery

### Przyszli
| Imię i nazwisko  | Poprzedni klub              |
| ---------------- | --------------------------- |
| Adrian Piątek    | AZS Katowice                |
| Marcin Tlałka    | Energetyk Jaworzno          |
| Adam Łapuszyński | UKS Gwiazda Tarnowskie Góry |

### Odeszli
| Imię i nazwisko | W klubie od | Nowy klub                |
| --------------- | ----------- | ------------------------ |
| Andrzej Ciuba   | 2004        |                          |
| Grzegorz Kosok  | 2003        | Polska Energia Sosnowiec |
| Tomasz Tomczyk  | 2004        | Polska Energia Sosnowiec |
| Bartosz Flak    | 2003        | MKS MOS II Będzin        |
| Jacek Otto      | 2003        | koniec kariery           |

## Rozgrywki

### Liga

#### Runda zasadnicza
| Data       | Przeciwnik        | Wynik                                   | Miejsce              |
| ---------- | ----------------- | --------------------------------------- | -------------------- |
| 08.10.2005 | Orkan Nisko       | 3:0 (25:23, 25:18, 25:15)               | Nisko                |
| 15.10.2005 | Cukrownik Lublin  | 3:0 (25:19, 25:20, 25:18)               | Lublin               |
| 22.10.2005 | Błękitni Ropczyce | 3:0 (25:15, 25:18, 29:27)               | Hala Łagisza, Będzin |
| 05.11.2005 | Rafako Racibórz   | 2:3 (27:25, 13:25, 18:25, 25:23, 10:15) | Racibórz             |
| 12.11.2005 | MKS Andrychów     | 3:0 (25:20, 25:19, 25:14)               | Hala Łagisza, Będzin |
| 19.11.2005 | Okocimski Brzesko | 3:1 (25:15, 22:25, 25:14, 25:22)        | Brzesko              |
| 26.11.2005 | Karpaty Krosno    | 3:1 (25:16, 25:22, 23:25, 28:26)        | Hala Łagisza, Będzin |
|            |                   |                                         |                      |
| 03.12.2005 | Orkan Nisko       | 3:1 (25:19, 26:24, 30:32, 25:19)        | Hala Łagisza, Będzin |
| 10.12.2005 | Cukrownik Lublin  | 3:1 (22:25, 25:16, 25:18, 25:23)        | Hala Łagisza, Będzin |
| 17.12.2005 | Błękitni Ropczyce | 0:3 (25:21, 25:22, 25:19)               | Ropczyce             |
| 07.01.2006 | Rafako Racibórz   | 2:3 (20:25, 25:21, 23:25, 25:18, 9:15)  | Hala Łagisza, Będzin |
| 14.01.2006 | MKS Andrychów     | 3:1 (25:15, 23:25, 25:16, 25:20)        | Andrychów            |
| 21.01.2006 | Okocimski Brzesko | 3:1 (25:21, 25:17, 24:26, 25:17)        | Hala Łagisza, Będzin |
| 28.01.2006 | Karpaty Krosno    | 3:2 (22:25, 19:25, 25:20, 32:30, 15:12) | Krosno               |

#### Play-off
| Data       | Przeciwnik        | Wynik                            | Miejsce              |
| Półfinały  | Półfinały         | Półfinały                        | Półfinały            |
| ---------- | ----------------- | -------------------------------- | -------------------- |
| 11.02.2006 | MKS Andrychów     | 3:0 (25:11, 25:15, 25:20)        | Hala Łagisza, Będzin |
| 12.02.2006 | MKS Andrychów     | 3:0 (25:18, 25:21, 25:22)        | Hala Łagisza, Będzin |
| 18.02.2006 | MKS Andrychów     | 3:0 (29:27, 25:21, 25:20)        | Andrychów            |
| Finały     |                   |                                  |                      |
| 04.03.2006 | Błękitni Ropczyce | 1:3 (29:27, 18:25, 25:22, 17:25) | Hala Łagisza, Będzin |
| 05.03.2006 | Błękitni Ropczyce | 3:1 (20:25, 26:24, 25:21, 28:26) | Hala Łagisza, Będzin |
| 11.03.2006 | Błękitni Ropczyce | 1:3 (24:26, 22:25, 25:23, 20:25) | Ropczyce             |
| 12.03.2006 | Błękitni Ropczyce | 0:3 (18:25, 24:26, 22:25)        | Ropczyce             |

### Puchar Polski
| Data       | Przeciwnik        | Wynik                                  | Miejsce              |
| I runda    | I runda           | I runda                                | I runda              |
| ---------- | ----------------- | -------------------------------------- | -------------------- |
| 21.09.2005 | Skra II Bełchatów | 3:2 (27:25, 25:16, 26:28, 17:25, 15:9) | Hala Łagisza, Będzin |
| II runda   |                   |                                        |                      |
| 12.10.2005 | AZS Częstochowa   | 1:3 (20:25, 25:20, 16:25, 17:25)       | Hala Łagisza, Będzin |

### Bilans spotkań
| Rozgrywki        | Ogólnie | Ogólnie | Ogólnie | Ogólnie | Ogólnie | U siebie | U siebie | U siebie | U siebie | U siebie | Na wyjeździe | Na wyjeździe | Na wyjeździe | Na wyjeździe | Na wyjeździe | Miejsce |
| Rozgrywki        | R       | W       | P       | Sety    | Sety    | R        | W        | P        | Sety     | Sety     | R            | W            | P            | Sety         | Sety         | Miejsce |
| ---------------- | ------- | ------- | ------- | ------- | ------- | -------- | -------- | -------- | -------- | -------- | ------------ | ------------ | ------------ | ------------ | ------------ | ------- |
| runda zasadnicza | 14      | 11      | 3       | 37      | 17      | 7        | 6        | 1        | 20       | 7        | 7            | 5            | 2            | 17           | 10           | 1.      |
| play-off         | 7       | 4       | 3       | 14      | 10      | 4        | 3        | 1        | 10       | 4        | 3            | 1            | 2            | 4            | 6            | 2.      |
| puchar           | 2       | 1       | 1       | 4       | 5       | 2        | 1        | 1        | 4        | 5        | 0            | 0            | 0            | 0            | 0            | II r.   |
| Razem            | 23      | 16      | 7       | 55      | 32      | 13       | 10       | 3        | 34       | 16       | 10           | 6            | 4            | 21           | 16           |         |